# Bupalus michaellarius
Bupalus michaellarius là một loài bướm đêm trong họ Geometridae.